# Imperial Recordings
Svenskt skivbolag som grundades hösten 2002. Första releasen var "Crosses EP" med José González. Sedan dess har album släppts med José González, Promise and the Monster, Melpo Mene, Eskju Divine, Gustaf Spetz, Martin McFaul, TLS, Samuraj Cities, Paper och Zeigeist.
Bolaget är aktivt och har sitt kontor i Stockholm.

### Fotnoter
1. ↑  ”Interview with Magnus Bohman”. HitQuarters. 25 juni 2006. Arkiverad från originalet den 29 mars 2012. https://web.archive.org/web/20120329061419/http://www.hitquarters.com/index.php3?page=intrview%2Fopar%2Fintrview_Magnus_Bohman_Interview.html. Läst 10 december 2010.